# غريندر شاذا
غريندر شاذا (بالإنجليزية: Gurinder Chadha)‏ (10 يناير 1960) هي مخرجة أفلام وكاتبة سيناريو إنجليزية من أصل هندي كيني حاصلة على رتبة الإمبراطورية البريطانية. معظم أفلامها تتمحور حول حياة الهنود في إنجلترا. وتحديدا حياة النساء الهنديات في إنجلترا وارتباطهن بتقافتهن التقليدية في ظل المجتمع الإنجليزي المعاصر. إضافة إلى عملها كمخرجة فهي فاعلة اجتماعية خصوصا فيما يتعلق بقضايا الهجرة بين العالم الثالث والعالم الأول.
الكثير من أفلامها هي روايات مقتبسة من كتب، لكن مع إضائات مختلفة، من أكثر أفلامها شهرة "باجي في الشاطئ (1993)، لفها مثل بيكام (2002)، العروس والتحيز (2004)، آنغس، ثنوغ آند بيرفكت سنونغ (2008) إضافة إلى الفيل الكوميدي إنها حياة آخرة رائعة (2010) وفيلمها الأخير المنزل المنتصر (2017).

## حياتها
ولدت غريندر شاذا في نيروبي بكينيا التي كانت مستعمرة بريطانية، عائلتها كانت من بين الهنود المشتتين في شرق إفريقيا. سافرت نحو إيلنغ غرب العاصمة لندن عندما كان عمرها سنتين. وبدأت دراستها في مدرسة كليفتن الابتدائية. واجه والدها العديد من المشاكل بسبب كونه سيخ هندي. ولدت غريندر شاذا في نيروبي بكينيا التي كانت مستعمرة بريطانية، عائلتها كانت من بين الهنود المشتتين في شرق إفريقيا. سافرت نحو إيلنغ غرب العاصمة لندن عندما كان عمرها سنتين. وبدأت دراستها في مدرسة كليفتن الابتدائية. واجه والدها العديد من المشاكل بسبب كونه سيخ هندي. حيث كان معرادا على ارتداء العمامة وتربية اللحية بشكل كثيف، في نهاية المطاف افتتحت العائلة متجرا لتحسين أوضاعها الاقتصادية.
العديد من أعمالها المستقبلية تمحورت حول تجربتها الشخصية في أن تكون هندية إنجليزية في نفس الوقت، وكيف استطاعت أن تكون ازدواجية في هويتها. على سبيل المثال، كانت لاتحب ارتداء الملابس الهندية التقليدية وكانت ترفض أن تطهو لعائلتها بحيث أنها كانت تعتبر أن طهو المرأة ووجودها في المطبخ بينما يجلس الرجل ويأكل فقط هو شكل من الأشكال القمعية. على من أن طهو المرأة من التقاليد الهندية.
بعد تخرجها من جامعة إيست أنجليا التحقت بجامعة لندن للتواصل في موسم 1984/85 حيث استئنفت هنالك دراساتها العليا.

## حياتها الشخصية
تزوجت غريندر شاذا من كاتب سيناريو الأمريكي «بول ماييدا برغس»، ورزقت منه بتوأم: الولد ويدعى «روناك» والبنت تدعى «كوميكو» المزدادان في 2007.

## أعمالها
| السنة | اسم العمل                    | اسم العمل باللغة الأصلية                     | النوع          |
| ----- | ---------------------------- | -------------------------------------------- | -------------- |
| 1989  | أنا بريطانية لكن...          | ...I'm British But                           | مسلسل تلفزيوني |
| 1991  | ترتيب جميل                   | A Nice Arrangement                           | فيلم           |
| 1992  | نمثل عمرنا                   | Acting Our Age                               | فيلم           |
| 1992  | ألم، عاطفة ورياح             | Pain, Passion and Profit                     | مسلسل تلفزيوني |
| 1993  | باجي في الشاطئ               | Bhaji on the Beach                           | فيلم           |
| 1994  | ما تسمونه امرأة هندية مضحكة؟ | What Do You Call an Indian Woman Who's Funny | فيلم           |
| 1995  | الغنية المخادعة              | Rich Deceiver                                | مسلسل تلفزيوني |
| 2000  | مذا تطبخين                   | What's Cooking                               | فيلم           |
| 2002  | لفها مثل بيكام               | Bend It Like Beckham                         | فيلم           |
| 2004  | العروس والتحيز               | Bride and Prejudice                          | فيلم           |
| 2005  | سيدة البهارات                | The Mistress of Spices                       | فيلم           |
| 2006  | باريس، أحبك                  | Paris, je t'aime                             | فيلم           |
| 2008  | آنغس، ثنوغ آند بيرفكت سنونغ  | Angus, Thongs and Perfect Snogging           | فيلم           |
| 2010  | إنها حياة آخرة رائعة         | It's a Wonderful Afterlife                   | فيلم           |
| 2017  | المنزل المنتصر               | Viceroy's House                              | فيلم           |